# DNH 7

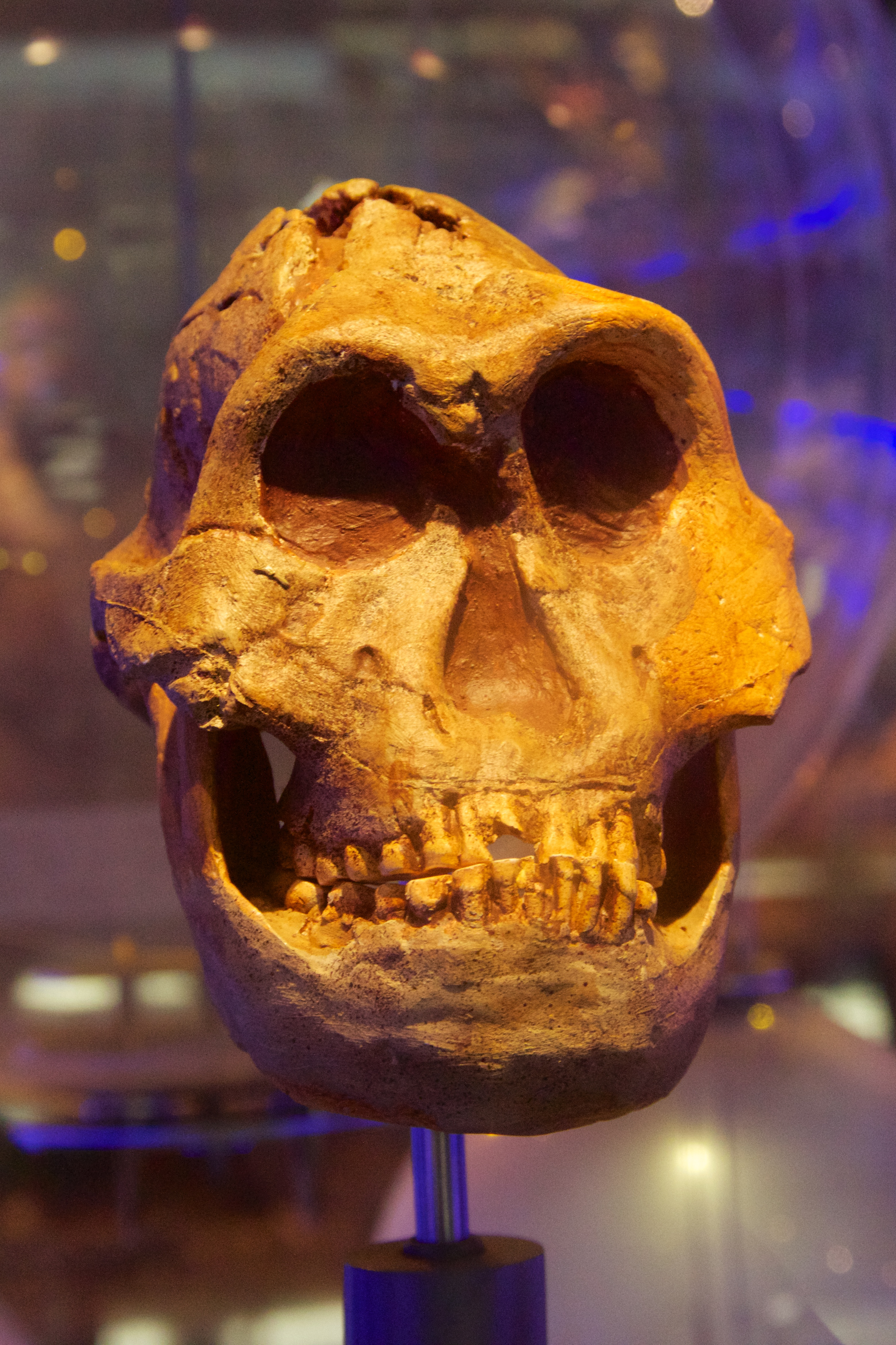
Teschio di P. robustus, repertorio DNH 7

DNH 7, anche noto come  Eurydice, è il fossile di un cranio di un ominide della specie Paranthropus robustus, datato a circa 1,8 milioni di anni fa, scoperto a Drimolen in Sudafrica, nel 1994 da Andre W. Keyser e R. Smith, datato ad un periodo compreso tra 2.04 e 1.95 milioni di anni fa.

## Scavi
Il luogo del ritrovamento era il sistema di grotte di Drimolen, esplorato a partire dal 1992 da André W. Keyser , paleoantropologo dell'Università del Witwatersrand a Johannesburg.
Il 21 ottobre 1994, Keyse scoprì un frammento della mascella superiore di un ominide, comprensiva di due molari. Nei tre giorni successivi, dopo che il sedimento fu rimosso, divennero visibili i contorni di un cranio leggermente schiacciato, della mascella inferiore, e di un'altra mascella inferiore. 
La preparazione e la ricostruzione delle ossa si è rivelata quindi molto dispendiosa in termini di tempo, poiché le radici delle piante e una colonia di formiche erano penetrate nelle ossa del cranio, ed avevano separato gli strati interni ed esterni l'uno dall'altro. Fu solo cinque anni dopo che Ronald J. Clarke rinforzò le ossa abbastanza da rendere possibile la ricostruzione.

## Descrizione
Il cranio, che si è deformato lateralmente durante i processo di fossilizzazione, attribuito ad una femmina della specie P. robustus, è considerato uno dei più completi fossili di quest specie ritrovati.
Sia la mascella che la mandibola hanno conservato la dentatura. I molari hanno permesso di determinare che l'ominide era un adulto della specie.